# Gaia (dúo)
Gaia es un dúo neerlandés de música trance creado en el año 2000 por Armin van Buuren y Benno de Goeij (integrante del dúo Rank 1). 
Inicialmente comenzó como un alias de van Buuren, pero con el paso del tiempo se formó el dúo. Es conocido por canciones como «Tuvan», «Stellar» y «Empire of Hearts».
El álbum debut fue lanzado en junio de 2019, según declaraciones de Armin van Buuren en una sesión de preguntas y respuestas con fanáticos en Facebook, también comentó que el nombre del álbum producido junto con Benno de Goeij es Moons of Jupiter, inspirado como su nombre lo dice, en las lunas de Júpiter, conteniendo 21 pistas.

## Discografía

### Álbumes de estudio
| Título           | Datos del álbum |
| ---------------- | --- |
| Moons Of Jupiter | Lanzamiento: 21 de junio de 2019 Discográfica: Armada Music, Armind. Formatos: CD, descarga digital, vinilo (edición limitada). |

### Sencillos & EP
| Sencillo           | Fecha de lanzamiento     | Escritor/es                                  | Duración |
| ------------------ | ------------------------ | -------------------------------------------- | -------- |
| 4 Elements         | 1 de abril de 2000       | Armin van Buuren                             | 10:00    |
| Tuvan              | 21 de septiembre de 2009 | Armin van Buuren, Benno de Goeij             | 8:09     |
| Aisha              | 18 de octubre de 2010    | Armin van Buuren, Benno De Goeij             | 8:20     |
| Status Excessu D   | 16 de marzo de 2011      | Armin van Buuren, Benno De Goeij             | 9:42     |
| Stellar            | 17 de octubre de 2011    | Armin van Buuren                             | 7:34     |
| J'ai Envie De Toi  | 5 de marzo de 2012       | Armin van Buuren, Benno De Goeij             | 8:37     |
| Humming The Lights | 3 de marzo de 2013       | Armin van Buuren, Benno De Goeij             | 6:57     |
| Empire of Hearts   | 10 de marzo de 2014      | Armin van Buuren, Benno De Goeij, Mark Sixma | 6:09     |
| Carnation          | 13 de marzo de 2015      | Armin van Buuren, Benno De Goeij, Mark Sixma | 5:13     |
| In Principio       | 20 de abril de 2015      | Armin van Buuren, Benno De Goeij             | 5:25     |
| Inyathi            | 15 de abril de 2016      | Armin van Buuren, Benno De Goeij             | 7:22     |
| Saint Vitus        | 3 de agosto de 2017      | Armin van Buuren, Benno De Goeij             | 6:11     |
| Crossfire          | 13 de octubre de 2017    | Armin van Buuren, Benno De Goeij             | 6:22     |

- Fuentes:[4][5]